# 拉斯帕爾馬斯冰川
62°41′S 60°25′W / 62.683°S 60.417°W

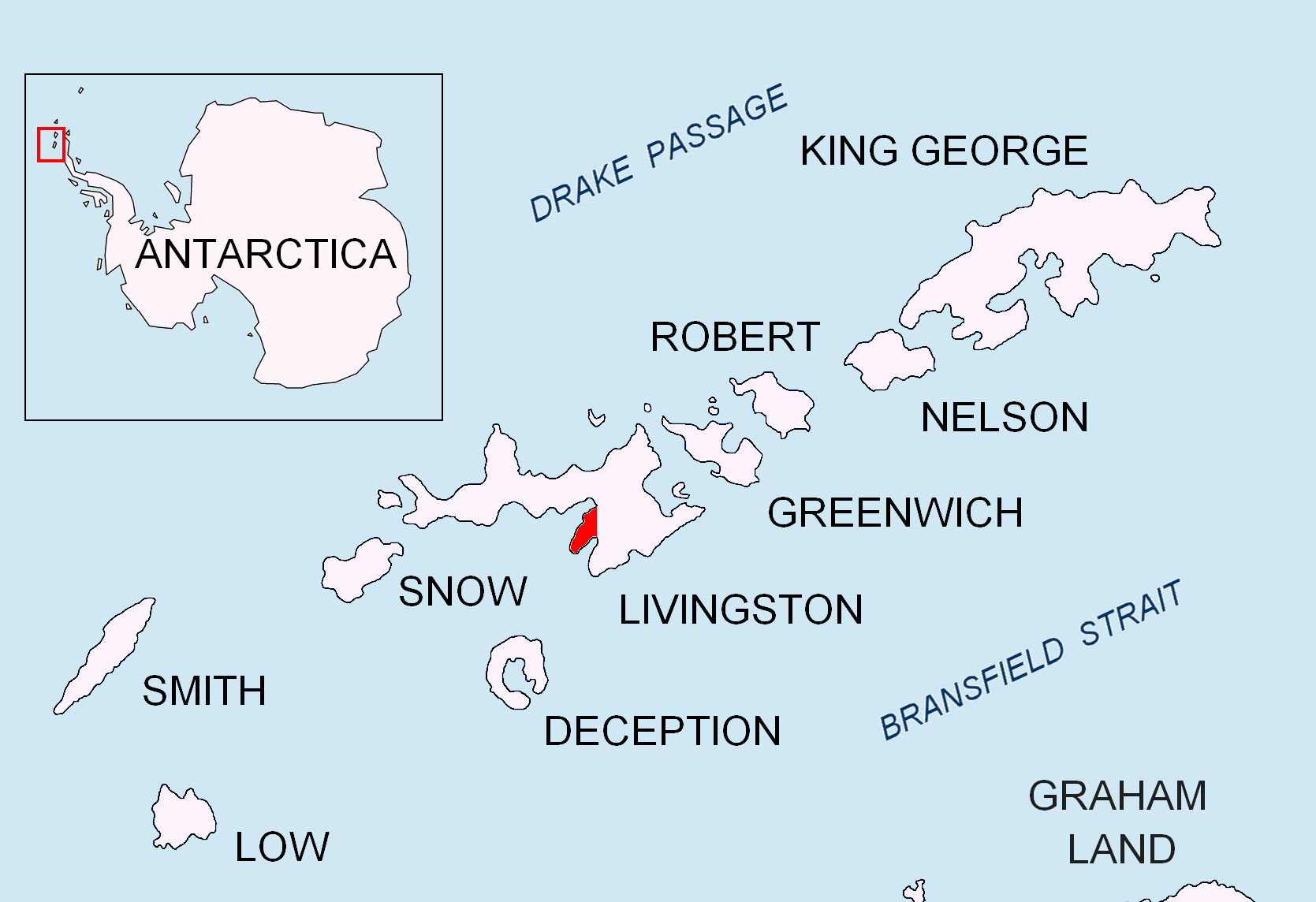

拉斯帕爾馬斯冰川（Las Palmas Glacier），是南極洲的冰川，位於南設得蘭群島的利文斯頓島，在1991年左右由西班牙探險隊命名，該冰川現時由南極條約體系管理。